# Канаєва Євгенія Олегівна
Євгенія Олегівна Канаєва (рос. Евгения Олеговна Канаева; нар. 2 квітня 1990) — російська гімнастка, дворазова олімпійська чемпіонка.
Перша в історії художньої гімнастики дворазова олімпійська чемпіонка в особистій першості. Багаторазова чемпіонка світу та Європи. Заслужений майстер спорту Росії (2008).

## Галерея

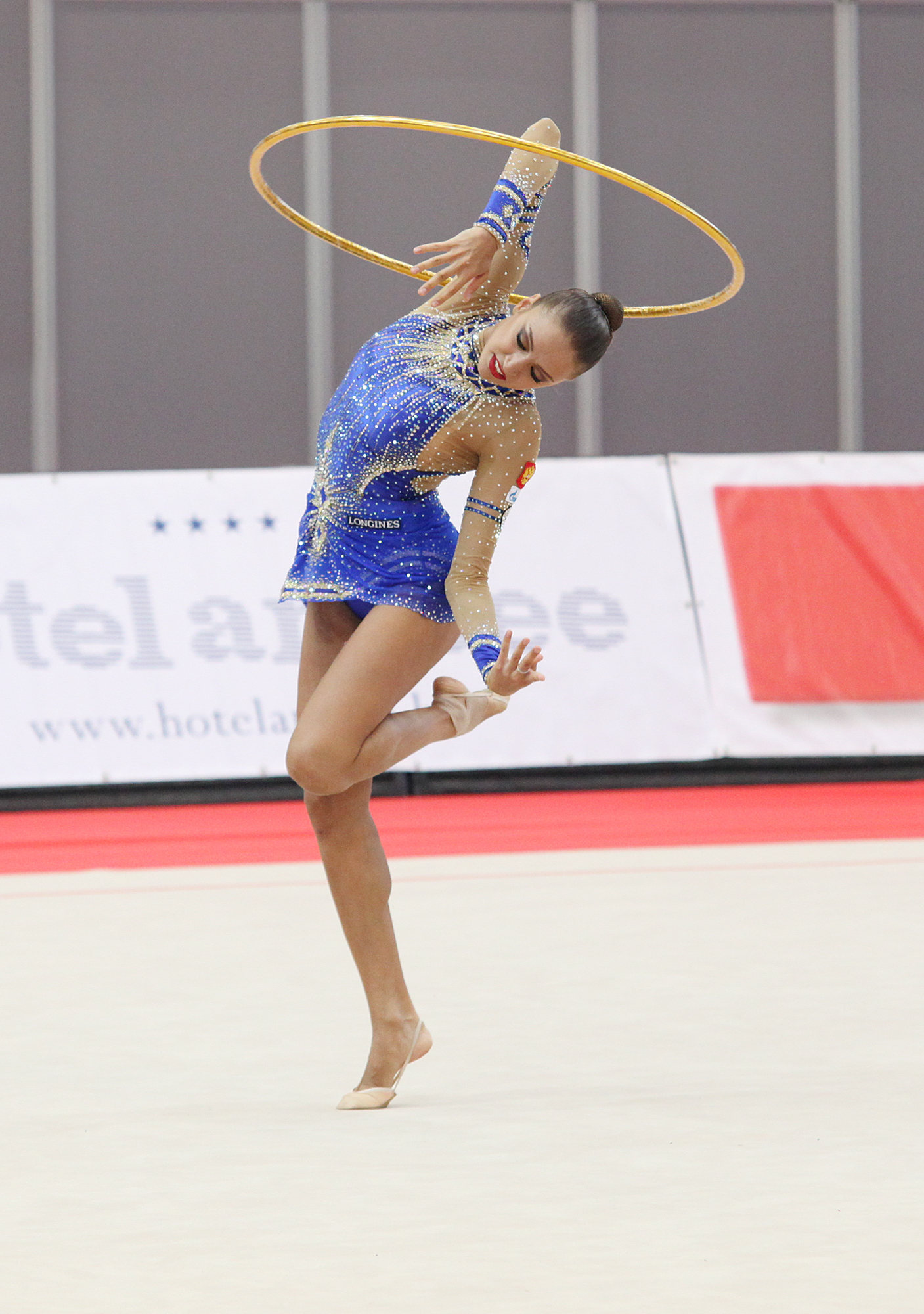
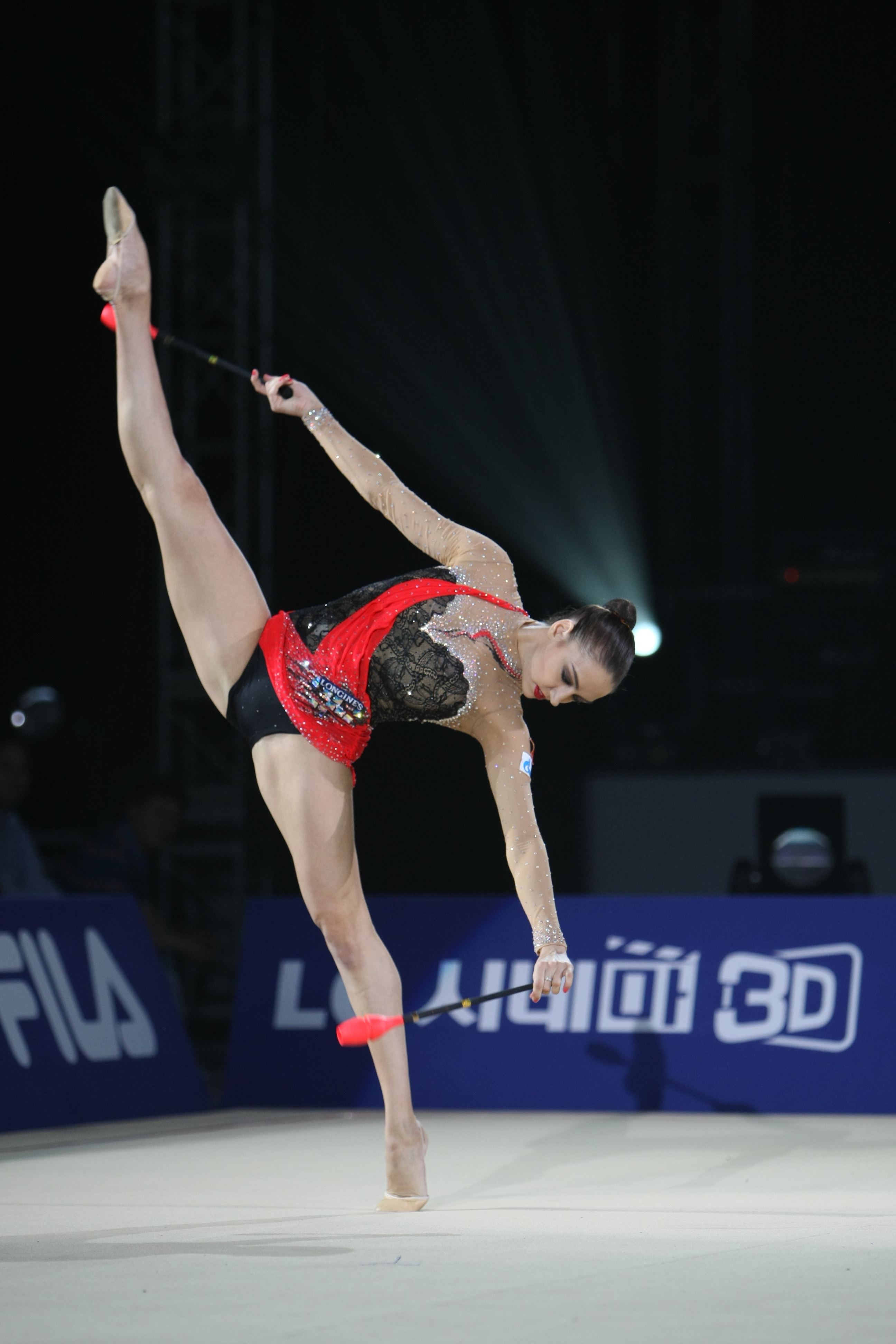
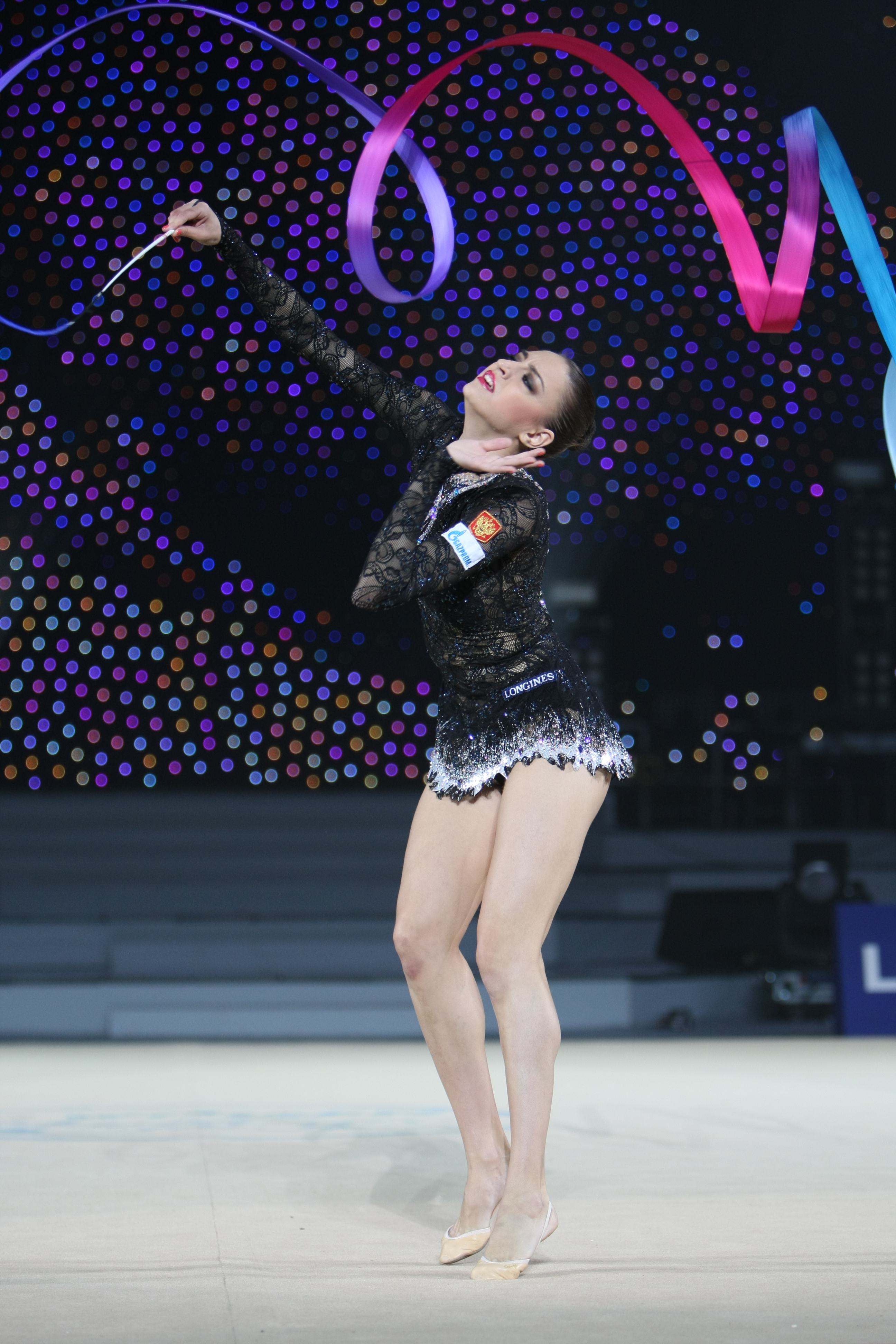
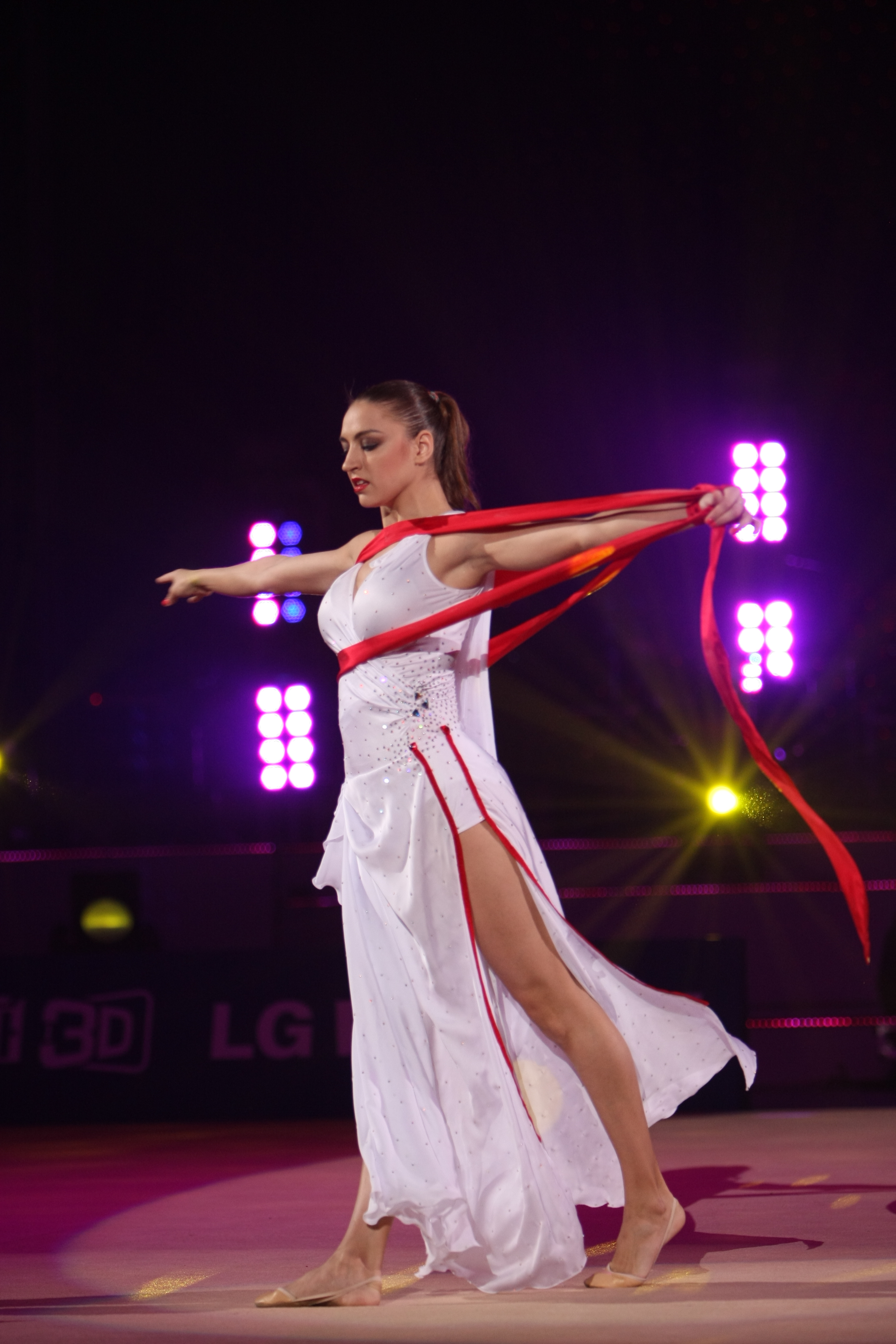
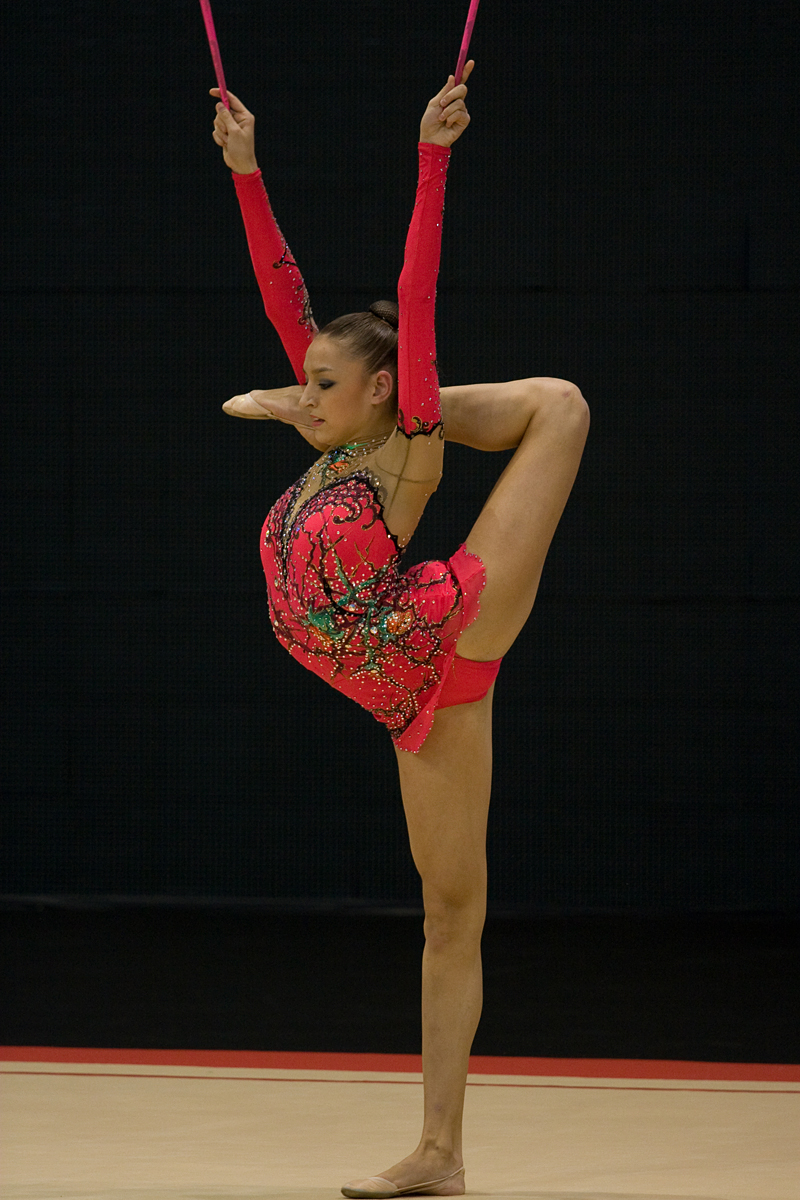
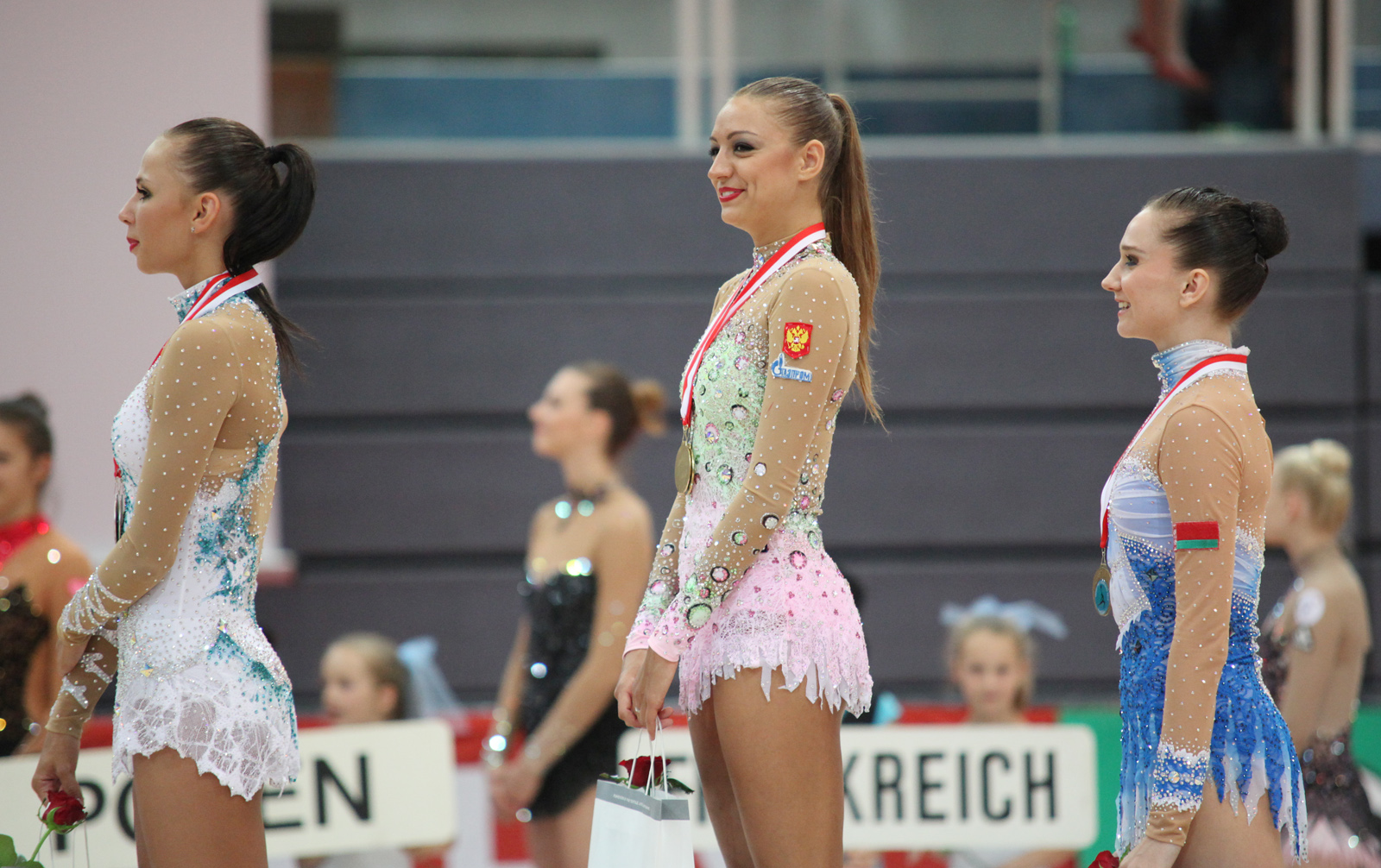
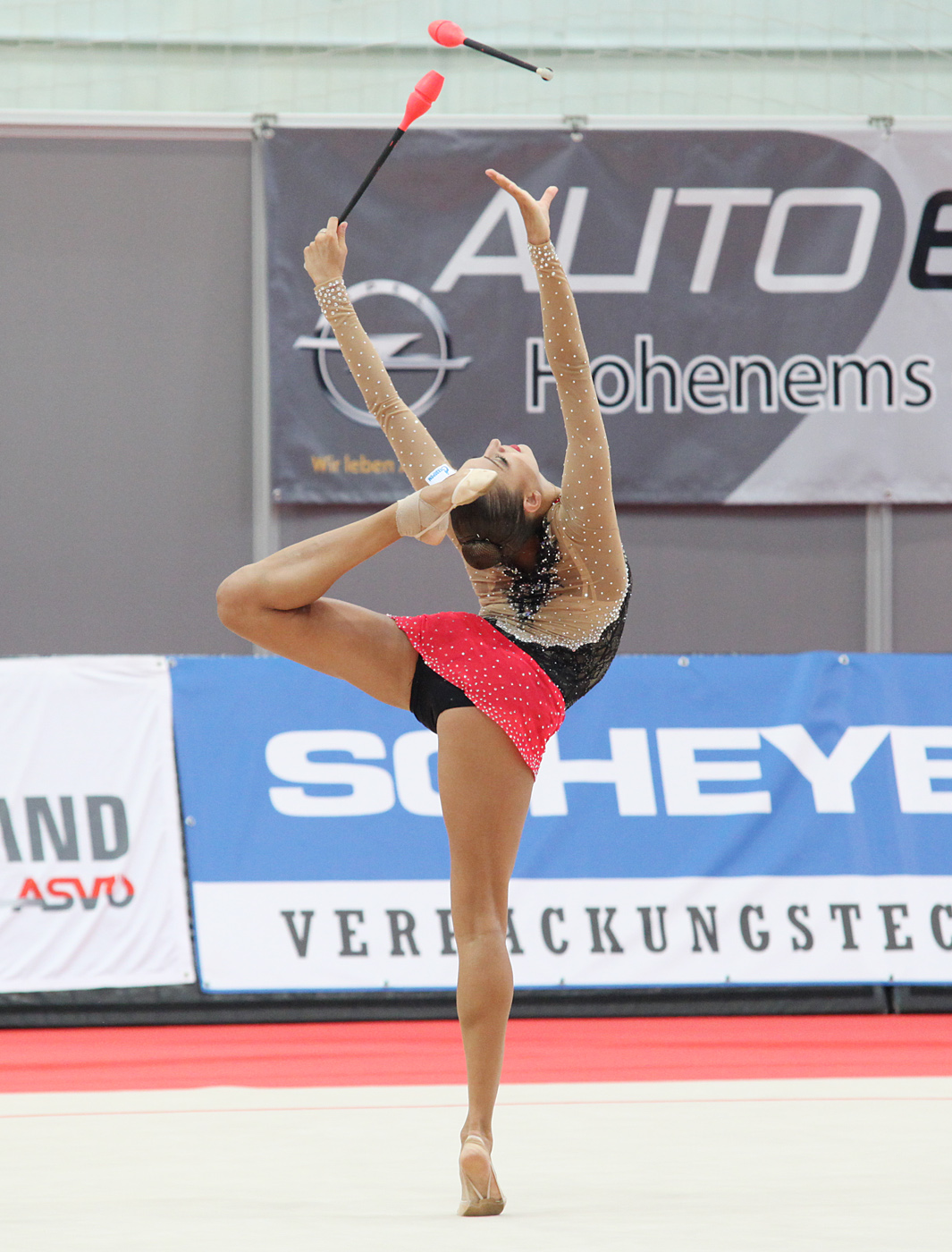

## Виступи на Олімпіадах
| Олімпіада   | Дисципліна | Місце |
| ----------- | ---------- | ----- |
| Пекін 2008  | особисті   | 1     |
| Лондон 2012 | особисті   | 1     |